# Ghadamis
Ghadamis (arab. غدامس, berb. ɛadēməs, łacina Cidamus, Cydamus) – miasto w zachodniej Libii, w oazie na Saharze, przy granicy z Algierią i Tunezją, ośrodek administracyjny gminy Ghadamis. Mieszka tu około 7000 osób – w większości są to Berberowie.

## Historia
Pierwsze wzmianki o Ghadamis pochodzą z czasów rzymskich, kiedy stacjonowały tu legiony. W VI stuleciu n.e. – po chrystianizacji mieszkańców Bizancjum – oaza była siedzibą biskupstwa, jednak już w VII wieku dostała się pod panowanie muzułmańskich Arabów. Mieszkający tu Berberowie szybko przejęli islam. Aż do XIX wieku miasto było też ważnym ośrodkiem na trasie karawan kupieckich.

## Współczesność
Współczesne Ghadamis częściowo kultywuje dawne berberskie tradycje. Stare miasto – od 1986 roku wpisane na listę światowego dziedzictwa UNESCO – podzielone jest na siedem dzielnic, z których każda zamieszkana jest przez członków jednego berberskiego klanu i posiada osobny plac, na którym odbywają się zgromadzenia i obchody świąt. W latach 70. XX wieku rząd libijski wybudował nowe budynki mieszkalne poza obrębem murów starego miasta, jednak w lecie większość mieszkańców wciąż przebywa w starych dzielnicach ze względu na ich architekturę, dającą dobre schronienie przed upałem.